# Marcin Bortnowski
Marcin Bortnowski (ur. 1 marca 1972 w Żarach) – polski kompozytor, wykładowca Akademii Muzycznej we Wrocławiu.

## Życiorys
W 1997 r. ukończył studia w Akademii Muzycznej im. K. Lipińskiego we Wrocławiu w klasie kompozycji Grażyny Pstrokońskiej-Nawratil (dyplom z wyróżnieniem). W 1996 uczestniczył w II Międzynarodowych Spotkaniach Młodych Kompozytorów w Apeldoorn w Holandii, organizowanych przez Fundację Gaudeamus. W 1997 brał udział w warsztatach muzyki eksperymentalnej i komputerowej na Uniwersytecie w Gandawie. W 2020 z rąk Prezydenta RP otrzymał tytuł profesora sztuki w zakresie kompozycji.
Poza działalnością kompozytorską zajmuje się również pracą pedagogiczną, prowadząc zajęcia z kompozycji, współczesnych technik kompozytorskich i muzyki komputerowej w Akademii Muzycznej we Wrocławiu.
Jest dwukrotnym laureatem Konkursu Młodych Kompozytorów im. Tadeusza Bairda: w 1995 otrzymał I nagrodę za Kwartet smyczkowy nr 2 oraz II nagrodę za Kwartet smyczkowy nr 1 (1994), w 1997 zaś II nagrodę za Music for... na dwie perkusje i dwa akordeony. Ponadto zdobył w 1997 III nagrodę na Ogólnopolskim Konkursie Kompozytorskim w Gdańsku za Symfonię nr 1, a w 2000 – I nagrodę na Międzynarodowym Konkursie Kompozytorskim Pan Accordion za Music in Lent na akordeon i kwartet smyczkowy.
Był stypendystą Ministra Kultury i Sztuki, Stowarzyszenia Autorów ZAiKS, Fundacji Przyjaciół Warszawskiej Jesieni i Ernst von Siemens Musikstiftung oraz Deutschlandfunk. Jest członkiem Związku Kompozytorów Polskich oraz Polskiego Stowarzyszenia Muzyki Elektroakustycznej.